# Pedras de Ica

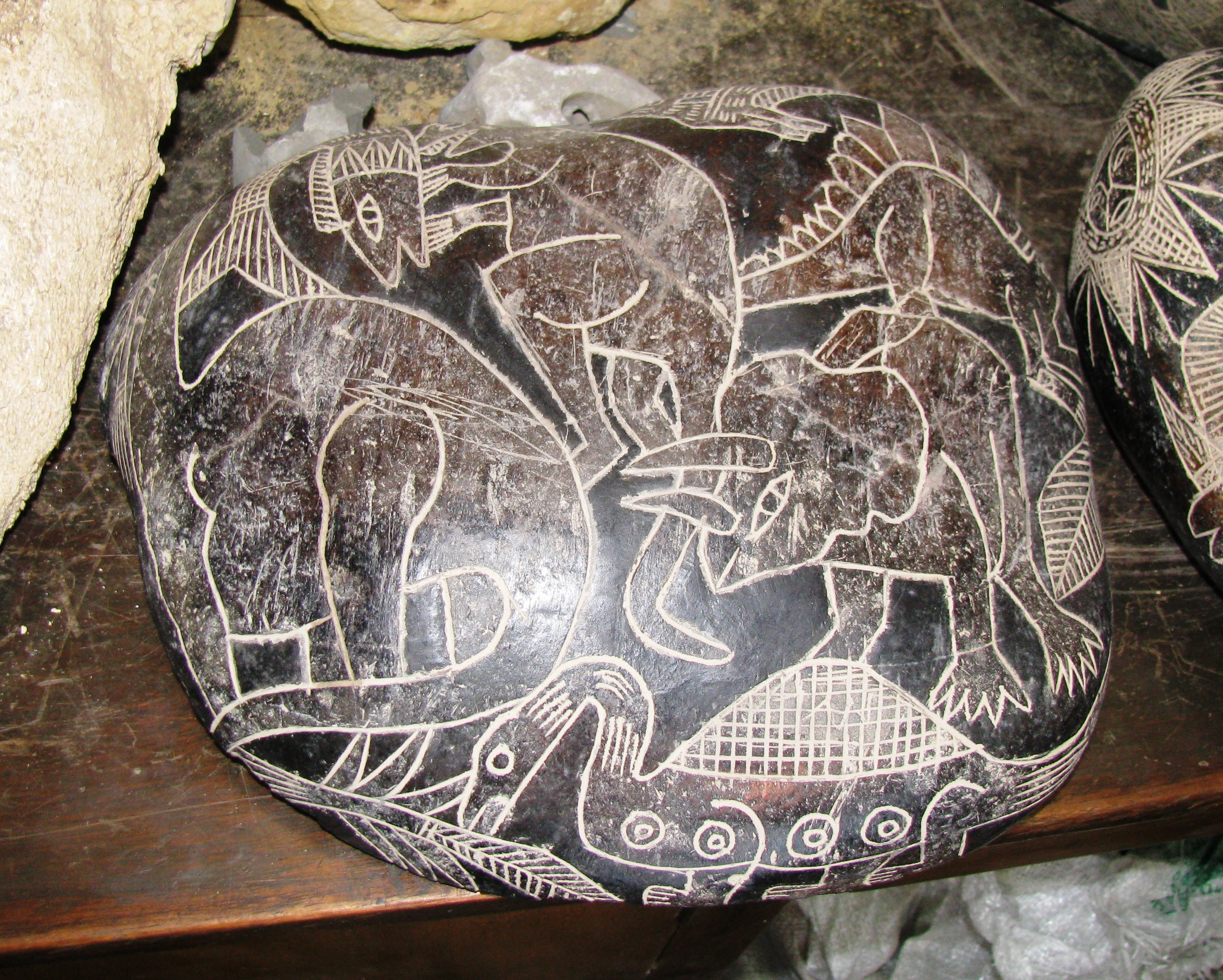
Uma das pedras de Ica.

As Pedras de Ica são um conjunto de rochas do tipo andesito com gravações ilustrando dinossauros e tecnologias avançadas criadas na década de 1960 por um fazendeiro peruano e outras pessoas, e vendidas de forma fraudulenta, afirmando que teriam sido descobertas em uma caverna próxima de Ica, no Peru.
Estas pedras se tornaram populares pelo ex-médico peruano Javier Cabrera Darquea. A comunidade científica considera as pedras de Ica uma fraude.

## História

### Origem
No passado, um número de pedras gravadas foram descobertas durante escavações arqueológicas e algumas pedras gravadas podem ter sido trazidas do Peru para a Espanha no século XVI.

### Popularidade através de Cabrera
O médico peruano Javier Cabrera Darquea foi presenteado por um amigo, no 42º aniversário em 1966 com uma pedra como peso de papel, essa pedra continha uma imagem esculpida de uma ave mitologica. Por ter interesse na pré-história peruana, Cabrera começou a colecioná-las. A coleção de Cabrera floresceu, atingindo mais de 10.000 pedras na década de 1970. Cabrera publicou um livro sobre o assunto, "A Mensagem das Pedras Gravadas de Ica", discutindo suas teorias sobre as origens e o significado das pedras.
Embora a coleção de Cabrera seja a maior, outras coleções também existem ou existiram. Estas incluem a coleção do Museu Naval de Callao, várias pedras que residem no Museu Regional de Ica e várias pedras no Museu Aeronáutico do Peru Aeronáutica.

### Controvérsias
Cabrera afirmou que Basílio Uschuya, um fazendeiro local, trouxe as pedras à sua atenção depois de encontrá-las em uma caverna (Uschuya mais tarde foi preso por vender as pedras para turistas, e disse à polícia que ele mesmo as fez). Em 1973, Uschuya afirmou que ele havia falsificado as pedras durante uma entrevista a Erich von Däniken, copiando as imagens de histórias em quadrinhos, livros e revistas, mas depois retratou-se durante uma entrevista a um jornalista alemão, dizendo que havia afirmado que eram uma farsa para evitar a prisão por venda de artefatos arqueológicos. Em 1977, durante o documentário da BBC Caminho para os Deuses, Uschuya produziu uma "autêntica" pedra de Ica com uma broca de dentista, e alegou ter produzido a pátina cozendo a pedra em esterco de vaca.
As pedras de Ica alcançaram interesse popular quando Cabrera abandonou sua carreira médica e abriu um museu para expôr vários milhares destas pedras em 1996. Nesse mesmo ano, outro documentário da BBC foi lançado com uma análise cética das pedras, e a atenção renovada ao fenômeno levou as autoridades peruanas a prender Uschuya, já que a lei peruana proíbe a venda de descobertas arqueológicas. Uschuya desmentiu sua afirmação de que as havia encontrado e admitiu que eram fraudes, dizendo: "Fazer essas pedras é mais fácil do que cultivar a terra." Ele também disse que não tinha feito todas as pedras. Uschuya não foi punido, e continuou a vender pedras semelhantes aos turistas como lembranças. As pedras continuaram a ser feitas e esculpidas por outros artistas, como falsificações das falsificações originais.
Neil Steede, um arqueólogo, investigou o mistério e acabou por concluir que eram inscrições recentes. As rochas tinham uma pátina - causada pela idade - mas as inscrições tinham superfícies limpas, indicando que eram novas. Isso expõe certa contradição no relato de  Uschuya, uma vez que, segundo ele, até mesmo a pátina encontrada nas pedras seria forjada.
Em 1998 outro estudo foi feito por Vicente Paris, concluindo que era uma fraude. Ele mostrou imagens de vestígios de tintas e abrasivos modernos, e disse que a superfície áspera das inscrições não condiz com as áreas adjacentes das pedras, que mostram o polimento natural sofrido ao longo dos séculos. Como a maioria das pedras foram encontradas em rios ou outros lugares ao ar livre, e não em túmulos antigos, a nitidez das gravuras deveria estar substancialmente comprometida se as pedras fossem de idade avançada. Paris concluiu que, embora seja impossível dizer se todas as pedras são fraudes, todas as investigações não conseguiram provar que são qualquer coisa além de modernas.